# Populär Astronomi

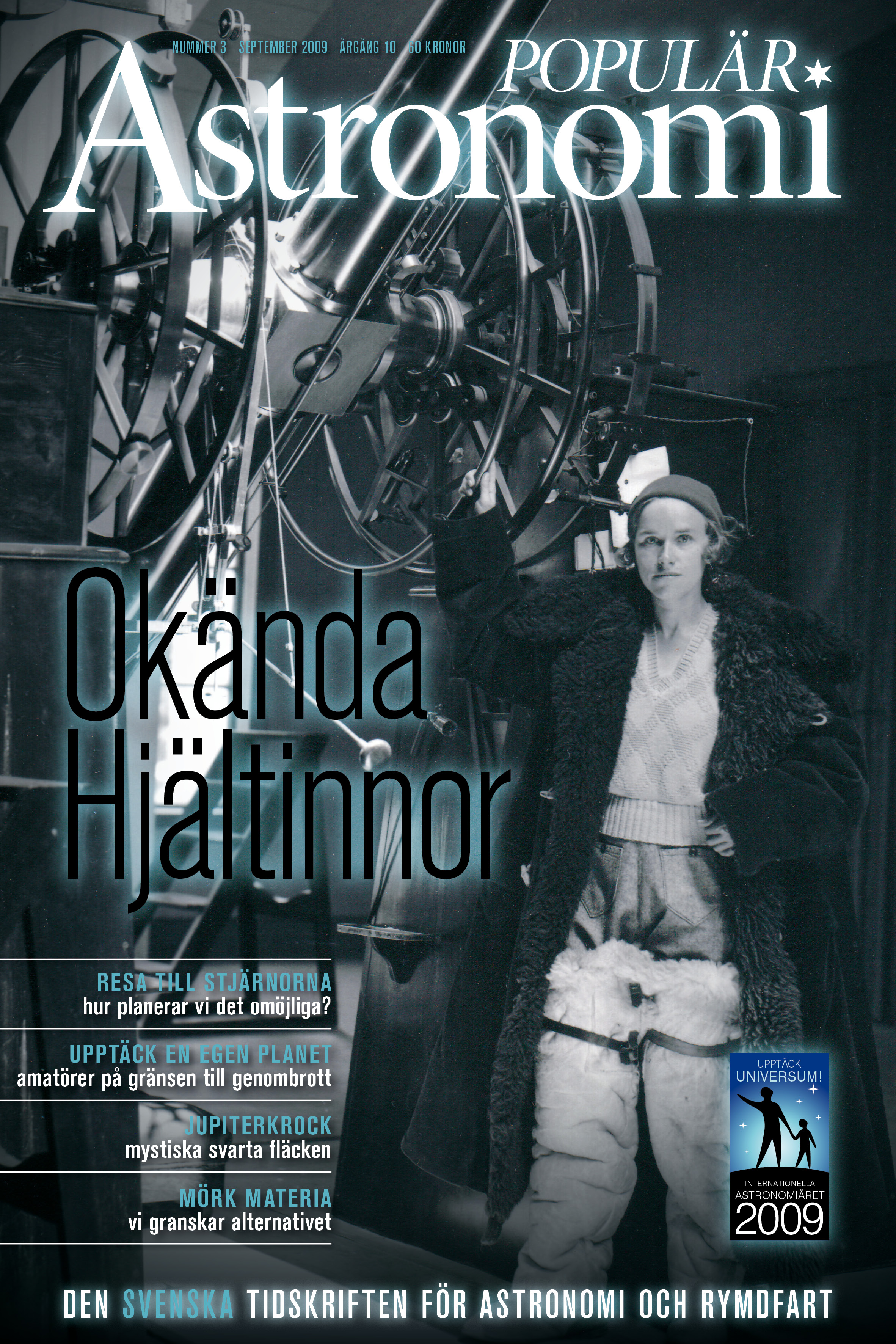
Omslaget till Populär Astronomi, nummer 3 september 2009. Fotografiet visar astronomen Frida Palmér.

Populär Astronomi är en populärvetenskaplig tidskrift på svenska för ämnesområdena astronomi och rymdfart. 
Tidskriften utkommer fyra gånger per år, och ges ut av Svenska astronomiska sällskapet. Många av tidningens artiklar har varit skrivna av svenska astronomer och rymdexperter. Populär Astronomis webbupplaga uppdateras löpande med nyheter från bevakningsområdet.

## Historia
Populär Astronomi är en fortsättning på tidskrifterna Populär Astronomisk Tidskrift, Astronomisk Tidsskrift och Astronomisk Tidskrift. År 1920 utgavs Populär Astronomisk Tidskrift (PAT) för första gången. Tidskriftens mest långvarige redaktör var astronomen Gunnar Larsson-Leander, som tillträdde 1959 och fortsatte till 1989. År 1968 slog de astronomiska sällskapen i Skandinavien ihop sina tidskrifter till en gemensam, Astronomisk Tidsskrift (med två "s"). Det skandinaviska samarbetet om tidskriften upphörde 2000, och tidningen övergick till att vara helsvensk under namnet Astronomisk Tidskrift.
År 2001 omskapades tidningen för att nå en bredare läskrets, samt bytte namn till Populär Astronomi.
I april 2008 började tidningens webbupplaga publicera nyheter på Internet.

## Redaktörer
- Gunnar Welin (2001)
- Björn Stenholm (2002–2007)
- Robert Cumming (2007-2020[7])
- Katrin Ros (2020-[8])